# 捨て奸
捨て奸、捨奸（すてかまり、すてがまり）とは、合戦における計略の呼称。

## 呼称
この呼称がいつの頃から利用されていたのかは判然とせず、一般的な百科事典にも採録されていないが、少なくとも明治17年（1884年）刊「武田三代軍記」片島深淵著においては、信州塩尻合戦において板垣信形が伊那勢の偽装退却の計略に引き込まれて損害を出したことに対して「乗捨奸（すてがまりにのる）」と表現していることが発見できる。明治26年（1893年）出版の「関ケ原軍記」足立庚吉著には、関ケ原合戦における島津軍の「退き陣」を指して捨がまりを用いて退くと記述し、「がまりといふは伏兵の事なり」「島津家には捨奸と号して危急の退口には必らず之を用」と注記する。奸は字義から推すに「奸計」のことであろう。「かまり」「がまり」についても推測の域を出ないが、「草屈（くさかまり）」という語があり、「かまり」は「かがまり」の略であり、草むらに隠れて敵情を探る者、忍び物見、ふせかまりの意味がある。足立「関ケ原軍記」によれば、退却時に「かまり」を使用するのは他家も同様だが島津のそれは鉄砲を持つ士卒を2～3人あるいは5～7人を退き口の左右に伏せさせ、大将を狙撃しては逃げ、また狙撃しては逃げるという方法で、あるいは大将の馬を狙撃することで追撃を困難にさせるものであり、他家の士卒ではこのような命知らずの戦い方はなかなか困難であり、しかも捕まったとしても一切の情報を漏らさず死ぬことのみを要求したので、九州の諸家の兵士たちが「捨奸」と呼ぶようになったのだと記す。

## 関ヶ原の戦いにおける捨て奸
戦国時代に薩摩国の大名島津氏により用いられたと言われる戦術の一つ。関ヶ原の戦いの退却時に敵中突破の手段として島津義弘が用いたとされる。島津義弘らは養老山地を抜けて堺に至り、海路を経て薩摩へ帰りつくことができたが、生きて薩摩に戻ったのは、300人のうち80数名だったといわれる。
鹿児島県では「退き口」を偲ぶ妙円寺詣りという行事がある。その世話役であった窪田廣治が1960年、鹿児島の子供が島津隊の脱出路を歩く「関ケ原戦跡踏破隊」を始め、21世紀に至った。薩摩藩が工事を担った宝暦治水の恩返しとして、岐阜県海津市の住民が案内役を務めている。